# NGC 7729
NGC 7729 este o galaxie situată în constelația Pegas. A fost descoperită în 5 octombrie 1883 de către Édouard Stephan⁠(d).